# Henri Dutilleux

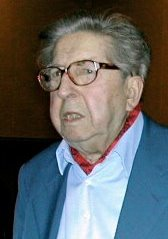
Henri Dutilleux (2004)

Henri Dutilleux (* 22. Januar 1916 in Angers; † 22. Mai 2013 in Paris) war ein französischer Komponist, der außerhalb moderner Kompositionstendenzen große Erfolge verbuchte.

## Leben und Werk
Nach dem Musikstudium am Pariser Konservatorium 1933 bis 1938 arbeitete Dutilleux zunächst für den Rundfunk. Von 1961 bis 1970 lehrte er an der École Normale de Musique und ab 1970 am Pariser Konservatorium.
Sein Werk umfasst vorwiegend Instrumentalwerke. Seine Musik knüpft an die Tradition von Maurice Ravel, Claude Debussy und Albert Roussel an. Bekannt wurde er 1959 mit seiner 2. Sinfonie „Le Double“. Sein 1965 uraufgeführtes Orchesterstück Métaboles wurde als Beitrag zur musikalischen Avantgarde im Sinne der Erweiterung gegenwärtiger Ausdrucksformen gewertet. Er galt als Erneuerer der lyrischen Form und seine Kompositionen sind inspiriert von allen zeitgenössischen Kunstformen.
Auf Einladung von Walter Fink war er 2006 der 16. Komponist im jährlichen Komponistenporträt des Rheingau Musik Festival.
Henri Dutilleux war seit 1946 mit der Pianistin Geneviève Joy († 2009) verheiratet. Dutilleux wurde vielfach ausgezeichnet. 1938 erhielt er den Prix de Rome des Pariser Konservatoriums. 1967 wurde er mit dem Großen Nationalpreis für Musik ausgezeichnet.

## Werke

### Ballett
- Le loup (1953)

### Klavierwerke
- Klaviersonate (1948)
- Préludes für Klavier
- Tous les chemins… mènent à Rome für Klavier
- Bergerie für Klavier
- Figures de résonances für zwei Klaviere (1970)

### Orchesterwerke
- Symphonie Nr. 1

1. Passacaille
2. Scherzo molto vivace
3. Intermezzo
4. Finale, con variazioni

- Timbres, espace, mouvement oder La Nuit étoilée für Orchester

1. Nébuleuse
2. Interlude
3. Constellations

- L’Arbre des songes, Konzert für Violine und Orchester

1. Librement – Interlude 1
2. Vif – Interlude 2
3. Lent – Interlude 3
4. Large et animé

- Mystère de l’instant, im Auftrag von Paul Sacher für das Collegium Musicum Zürich
- Tout un monde lointain…, Konzert für Violoncello und Orchester (1970) Vorangestelltes Motto aus Charles Baudelaires Gedicht „Das Haar“: Toute un monde lointain, absent, presque défunt

1. Énigme. Très libre et flexible
2. Regard. Extrêmement calme
3. Houles. Large et ample
4. Miroirs. Lent et extatique
5. Hymne. Allegro

- Sur le même accord, Nocturne für Violine und Orchester
- Symphonie Nr. 2 „Le Double“ (1959)

1. Animato, ma misterioso
2. Andantino sostenuto
3. Allegro fuocoso. Calmato

- Métaboles für großes Orchester (1965)

1. Incantatoire (Largamente – attacca)
2. Linéaire (Lento moderato – attacca)
3. Obsessionel (Scherzando – attacca)
4. Torpide (Andantino – attacca)
5. Flamboyant (Presto)

- The Shadows of Time für Orchester

1. Les Heures
2. Ariel maléfique
3. Mémoire des ombres „Pour Anne Frank et pour tous les enfants du monde, innocents“ – Interlude
4. Vagues de lumiere
5. Dominante bleue?

### Kammermusik
- Ainsi la Nuit für Streichquartett (1976–1977). Widmung: A la mémoire d’Ernest Sussman, en hommage à Olga Koussevitzky

1. Nocturne
2. Miroir d’espace
3. Litanies 1
4. Litanies 2
5. Constellations
6. Nocturne 2
7. Temps suspendu

- Trois strophes sur le nom de Paul Sacher für Violoncello solo (1976). Uraufführung 1982 durch Mstislaw Rostropowitsch.

1. Un poco indeciso
2. Andante sostenuto
3. Vivace

- Choral, Cadence et Fugato für Posaune und Klavier (1950)
- Les Citations, Diptyque für Oboe, Cembalo, Kontrabass und Schlagzeug (1985–1990)
- Sarabande et cortège für Fagott und Klavier (1942)
- Sonate für Oboe und Klavier (1947)
- Sonatine für Flöte und Klavier (1943)

### Vokalwerke
- Quatre mélodies (Vier Lieder) nach Gedichten von R. Genty, E. Borsent, Anna de Noailles, A. Bellessort, (1941–1942) für Bariton oder Mezzosopran, Klavier oder Orchester
- La Geôle für Gesang und Orchester oder Klavier (1944), Text von Jean Cassou
- Chanson de la déportée (1945)
- 2 Sonnets de Jean Cassou (ursprünglich: 3 Sonnets de Jean Cassou) (1955) für mittlere Stimme und Orchester oder Klavier
- Chanson au bord de la mer für Stimme und Klavier (1938), Text von Paul Fort
- San Francisco Night (1963), für Sopran und Klavier, Gedicht von Paul Gilson
- Correspondances für Stimme und Orchester (2003), Texte von Rainer Maria Rilke, Alexander Solschenizyn, Prithwindra Mukherjee und Vincent van Gogh. Auftragswerk für die Berliner Philharmoniker und Sir Simon Rattle
- Le temps l’horloge für Stimme und Orchester (2009), Texte von Jean Tardieu, Robert Desnos und Charles Baudelaire

## Filmografie
- 1946: Der Weg zur Hölle (La fille du diable)
- 1947: Café Cadran (Le Café Cadran)
- 1953: Die Liebe einer Frau (L’amour d'une femme)
- 1987: Die Sonne Satans (Sous le soleil de Satan)

## Auszeichnungen
- Prix de Rome, 1938
- Ehrenmitglied der American Academy of Arts and Letters, 1981[3]
- Praemium Imperiale, 1994
- Komtur des Ordens des heiligen Karl, 1998
- Music Award der Royal Philharmonic Society in London, 1998[4]
- Großkreuz der Ehrenlegion, 2003
- Ernst von Siemens Musikpreis, 2005
- MIDEM Classical Award, 2007